# Брестское Полесье

Брэсцкае Палессе, 1977

Бре́стское Полесье (Бересте́йское Полесье) — физико-географический район Западного Полесья, расположенный на юго-западе Беларуси.
Район граничит с Пинским Полесьем на востоке, Западным Бугом на западе, с Прибужской равниной на севере и с Волынской возвышенностью на юге.
Вместе с Пинским Полесьем составляет Берестейско-Пинское Полесье — основную часть Западного Полесья.
Высота над уровнем моря в районе — 140—160 м. Почвы в основном торфяные, дерново-подзолистые. Встречаются мореновые холмы. В Брестском Полесье меньше болот чем в Припятском Полесье.
Зима — наиболее мягкая в Беларуси (-4,5 — −5,0 °С). Лето тёплое и влажное, температуры июля — +18,0 — +18,5 °C, теплее и суше, чем в Центральной и Северной Беларуси, но прохладнее и влажнее Мозырского и Гомельского Полесья.